# Han Ruzi
Han Ruzi est communément appelé Ying l'enfant (en chinois : 孺子婴; pinyin: Ruzi Ying) et son nom personnel est Liu Ying (刘婴). Il a été le dernier empereur de la dynastie chinoise des Han de l'Ouest.
Après la mort des empereurs Han Aidi et Han Pingdi, Wang Mang a choisi le plus jeune des successeurs disponibles afin de maintenir son pouvoir. Ying l'enfant fut renversé par Wang Mang qui remplace la dynastie Han par celle des Xin.
Après la chute de Wang Mang en 23, beaucoup de gens souhaitent la restauration de la dynastie des Han. En 25, il est déclaré empereur par une rébellion. Il est tué après l'échec de cette rébellion.
Han Ruzi est souvent considéré comme un enfant innocent victime de circonstances tragiques. L'expression « Ruzi empereur » est un terme impropre, car ce prince héritier n'a jamais assumé la charge du trône. Néanmoins, il est communément appelé en tant que tel.